# ساياكا أوهارا
ساياكا أوهارا (大原さやか أوهارا ساياكا) هي مؤدية أصوات يابانية ولدت في 6 ديسمبر 1975 في يوكوهاما، كاناغاوا.

## أدوارها في الأنمي

### مسلسلات أنمي تلفزيونية
- طاغية الحب - سو هياما
- الفرسان والسحر - سيليزيا إتشيفاريا
- إكس إكس إكس هوليك - يوكو إيتشيهارا
- إكس إكس إكس هوليك: كي - يوكو إيتشيهارا
- تسوباسا كرونيكل - يوكو
- كود غياس: لولوش المتمرد - ميلي آشفورد, لولوش لامبروج (أيام الطفولة)
- كود غياس: لولوش المتمرد R2 - ميلي آشفورد، لولوش لامبروج (أيام الطفولة)
- بليتش - ماساكي كوروساكي
- أزومانغا دايو - زوجة الأستاذ كيمورا
- سكرابد برنسس - راكويل كاسول، فوتابا
- تورادورا! - ياسوكو تاكاسو
- سولتي راي - ميراندا مافريك
- روميو x جولييت - هيرمايني
- شاكوغان نو شانا - بيل-بيول
- شاكوغان نو شانا II - بيل-بيول
- شاكوغان نو شانا III(فاينل) - بيل-بيول
- لاينباريل الحديدي - يوي أوغاوا
- باسكواش! - هاروكا غريسيا
- سكول رمبل - تاي أنيغاساكي
- سكول رمبل:الفصل الدراسي الثاني - تاي أنيغاساكي
- سيكيري - ميا أساما
- سيكيري Pure Engagement - ميا أساما
- فايري تايل - إرزا سكارلت، إرزا نايتوالكر
- غوين ساغا - إيما
- عندما تبكي النوارس - بياتريسي
- كوينز بليد: المحاربة المتجولة - ميلفا
- كوينز بليد: وريثة العرش - ميلفا
- قصص تاتامي حجم أربعة و نصف - كيكو-سان
- موياشيمون - هاروكا هاسيغاوا
- رايلغان معينة خاصة بالعلم - تيليستينا كيهارا لايفلاين
- رايلغان معينة خاصة بالعلم S - تيليستينا كيهارا لايفلاين
- الإبن المتجول - والدة شويتشي نيتوري
- فريزينغ - ميلينا
- ليفل E - الحورية
- هذا هو سيدي - ميزوهو ساواتاري
- الأرجوحة الطائرة - سايوكو
- نحن ما زلنا لا نعرف اسم الزهرة التي رأيناها ذلك اليوم - توكو يادومي
- أريا الرصاصة القرمزية - كاناي كانزاكي
- تايغر آند باني - ماري
- بليد - كارول
- تو لاف-رو - رينغو يوكي
- أوساغي دروب - والدة كوكي
- بيرسونا 4 ذي أنيميشن - مارغريت
- بيرسونا 4 ذا غولدن أنيميشن - مارغريت
- فيت/زيرو - آيريسفيل فون آينزبيرن
- بن تو - كيكو ماتسوبا/ماتشان
- ماغي: The Labyrinth of Magic - بايمون
- يورمنغاند - فالمر
- يورمنغاند PERFECT ORDER - فالمر
- نيسيكوي - والدة كوساكي أونوديرا
- بلاسريتر - بياتريس
- أرجيفولون - ساوري سوزوشيرو
- ألدنوا زيرو - يوكي كايزوكا
- وتش كرافت ووركس - كازاني كاغاري
- فرسان سيدونيا - القبطان كوباياشي
- فرسان سيدونيا: معركة الكوكب التاسع - القبطان كوباياشي
- جانسلينجر ستراتوس - أولغا جينتين
- قصة حبي!! - والدة ماكوتو سوناكاوا
- غود إيتر - ساكويا تاتشيبانا
- إيتوتاما - تشو-تان
- بريزون سكول - ماري كوريهارا
- مغامرة جوجو الغريبة: الماس لا ينكسر - أيا تسوجي
- حروب الطعام: شوكوغكي نو سوما: الطبق الثاني - ليونورا ناكيري
- مكان أبعد من الكون - تاميكو شيرايشي
- عروس الساحر - تيتانيا
- صنع في الهاوية - أوزين
- غولدن كاموي - كانو إييناغا
- هانيبادو! - أوتشيكا هانيساكي
- شيمونتا - صوفيا نيشيكينوميا
- إيدنس زيرو - إيلسي كريمسون

### أنمي الإنترنت
- نينجا سلاير فروم أنيميشن - فويوكو

### أوفا أنمي
- إكس إكس إكس هوليك: شونموكي - يوكو إيتشيهارا
- إكس إكس إكس هوليك: رو - يوكو إيتشيهارا
- تسوباسا طوكيو ريفيليشن - يوكو إيتشيهارا
- تسوباسا شونرايكي - يوكو إيتشيهارا
- سكول رمبل:حصص إضافية - تاي أنيغاساكي
- المعلم الساحر نيغيما!: عالم آخر - دونيت مكغينيس
- كوينز بليد: المحاربات الجميلات - ميلفا
- إير جير: الأجنحة السوداء و غابة النوم Break on the sky - إيني ماكيغامي

### أفلام أنمي
- إكس إكس إكس هوليك: حلم ليلة منتصف الصيف - يوكو إيتشيهارا
- تسوباسا كرونيكل: أميرة بلد أقفاص الطيور - يوكو
- فيلم بليتش: ذا داياموند داست ريبيليون, هيورينمارو آخر - ماساكي كوروساكي
- سلسلة أفلام توا نو كوؤن
  - توا نو كوؤن: الفصل الثاني «رقصة الفوضى» - كونيكت
- إيفانجيليون: 3.0 أنت (لا) تستطيع الإعادة - سوميرِه ناغارا
- فايري تايل: حارسة العنقاء - إرزا سكارلت
- ملك الشوك - كاثرين ترنر

## أدوارها في ألعاب الفيديو
- بيرسونا 3 بورتبل - مارغريت
- بيرسونا 4 - مارغريت
- بيرسونا 4 غولدن - مارغريت
- بيرسونا 4 أرينا ألتيماكس - مارغريت
- بيرسونا 4 دانسينغ أول نايت - مارغريت
- بيرسونا Q شادو أوف ذا لابيرينث - مارغريت
- سنغوكو باسارا: ساموراي هيروز - ماغويتشي سايكا
- غود إيتر - ساكويا تاتشيبانا
- غود إيتر بورست - ساكويا تاتشيبانا
- غود إيتر 2 - ساكويا تاتشيبانا
- غود إيتر 2 ريج بورست - ساكويا تاتشيبانا
- فاير إمبلم فيتس - ميكوتو
- سلسلة ألعاب دوت هاك جي يو - كايدي

## أدوارها في الدبلجة اليابانية
- ثندربولت فانتسي - شينغ هاي

## وصلات خارجية
- ساياكا أوهارا على موقع IMDb (الإنجليزية)
- ساياكا أوهارا على موقع ميوزك برينز (الإنجليزية)
- ساياكا أوهارا على موقع أول موفي (الإنجليزية)
- ساياكا أوهارا على موقع ديسكوغز (الإنجليزية)
- ساياكا أوهارا على موقع قاعدة بيانات الفيلم (الإنجليزية)
- ساياكا أوهارا على موقع كينوبويسك (الروسية)
- ساياكا أوهارا على موقع ANN person (الإنجليزية)